# Men's Health
Men 's Health (MH) és una publicació mensual produïda per Hearst Magazines a Nova York, Estats Units. És la revista masculina més extensa del món, amb quaranta edicions en quaranta-set països. També és la revista per a homes més venuda en locals dels Estats Units.
La revista tracta diversos temes com el fitness, la nutrició, sexualitat, estil de vida i altres aspectes de la vida dels homes i la salut. El lloc web, MensHealth.com, registra un tràfic de mitjana de 30.000.000 de visites mensuals.
Inicialment, els editors de l'edició nord-americana van ser Mark Bricklin (1987-88), Mike Lafavore (1988-1999) i Greg Gutfeld (1999-1900). Actualment David Zinczenko es troba en el càrrec des de l'any 2000. A partir de 2004, Zinczenko va començar col·locar atletes i celebritats a la portada com David Beckham, Mark Wahlberg, Jason Statham, Gerard Butler, Lebron James, Josh Duhamel, Barack Obama, Matthew McConaughey i Dwyane Wade, canviant l'estil que es tenia a la dècada de 1990 quan apareixien únicament models de gimnàs com Gregg Avedon, Scott King o Owen McKibbin, mostrant estrictament el tors del cos. L'octubre de 2017 Men's Health presentava la sèrie multi-plataforma "The Adventurist", amb l'empresa Fitbit.
La revista ha arribat a més de 20.000.000 de lectors a tot el món. Les edicions internacionals representen més del 80% de les ventes de la revista.